# Erythrogonia execta
Erythrogonia execta är en insektsart som beskrevs av Medler 1963. Erythrogonia execta ingår i släktet Erythrogonia och familjen dvärgstritar. Inga underarter finns listade i Catalogue of Life.